# Аль Мактум, Саид
Шейх Саи́д ибн Макту́м ибн Ра́шид А́ль Макту́м (араб. سعيد بن مكتوم بن راشد آل مكتوم‎; род. 1 октября 1976 года, Дубай) — стрелок, выступавший в дисциплине скит и представляющий ОАЭ, участник пяти Олимпиад подряд (2000—2016). Миллиардер, спортивный функционер и меценат. Член правящей фамилии Аль Мактум.

## Биография
Саид Аль Мактум принадлежит к правящей династии эмиров Дубая Аль Мактум. Его отец — Мактум ибн Рашид Аль Мактум с 1990 по 2006 год был эмиром Дубая. Дядя — эмир Дубая и премьер-министр ОАЭ Мохаммед ибн Рашид Аль Мактум. Кузины Саида Латифа бинт Ахмед Аль Мактум и Маита бинт Мохаммед Аль Мактум также имеют опыт выступлений на Олимпийских играх. Латифа принимала участие в соревнованиях по конному спорту на Олимпийских играх 2008 года, а Маита выступала на тех же Играх в турнире по тхэквондо, где уступила в первом же раунде будущей чемпионке Хван Гён Сон.

### Стрелковая карьера
Заниматься стрельбой начал в 1995 году, выступая в дисциплинах скит и трап. В 1999 году на чемпионате мира в финском Тампере остановился в шаге от медали в ските, заняв четвёртое место. В 2000 году дебютировал на Олимпийских играх, показав в ските девятый результат. В том же году завоевал серебро чемпионата Азии, который проходил в Малайзии.
В 2001 году в Сеуле завоевал первое (по состоянию на 2014 год единственное) призовое место на этапе кубка мира, став вторым в ските.
На Олимпиаде в Афинах показал 37-й результат, в Пекине — 22-й, а на Играх в Лондоне — 13-й, выступая на всех Играх в дисциплине скит. На лондонской и афинской Олимпиадах был знаменосцем команды ОАЭ.

### Другие виды спорта
Саид Аль-Мактум — владелец футбольного клуба «Аль-Шабаб». Владеет скаковыми лошадями, которые выступают в крупнейших соревнованиях.
В 2008 году спонсировал «Ралли 1000 дюн».

## Личная жизнь
Саид Аль-Мактум имеет трех жён и 11 детей. Вторая жена — Наталья Алиева, официантка из Беларуси, с которой он познакомился на одном из соревнований по стрельбе в Минске. Третья жена — Зейнаб Бахман Джавадлы, известная гимнастка в прошлом.